# Lomeček (vodní plocha s podvodní pozorovatelnou)
Lomeček je zatopený lom, který se nachází na Domažlicku nedaleko Starého Klíčova, součásti obce Mrákov.
Bývalý kamenolom, který byl v provozu do r. 1998, má plochu 0,8 ha a maximální hloubka se blíží 10 metrům. Zpřístupněn je od roku 1993, od roku 2011 je zde instalována podvodní pozorovatelna, určená k pozorování ryb. V lomu žije kolem 5 000 jedinců 25 druhů sladkovodních ryb, mezi nimi jsou to i jeseteři. Hojně zastoupený je kapr, plotice, štika, lín, ale i sumec, úhoř, slunečnice pestrá a rak americký. Pozorovatelna o průměru tři a půl metru je usazena v hloubce osm metrů, výhled pod hladinu po sestupu po kovovém žebříku zajišťuje osm oken.
Areál je přístupný celoročně, v letní sezóně slouží i jako přírodní koupaliště, od roku 2004 zde probíhá letní desetidenní Mezinárodní sochařské sympozium. Vzniklé artefakty zdobí okolí lomu a některé jsou ukryté pod hladinou. Konají se zde i letní koncerty. Místo je vyhledávané potápěči.
Pozorovatelnu nechal instalovat Potápěčský klub OSAC Plzeň, p.s., od roku 1994 v objektu lomu působící správce Zdeněk Zrůst se věnuje umělecké fotografii, dokumentuje tradice a lidové kroje Chodska, jak v běžném životě, tak při činnosti folklórních souborů.